# 孫翔風
孫翔風（1906年—1996年），字仁先，又改任先，江蘇省無錫縣人，中華民國政治人物。民國37年（1948年）在工會東區當選第一屆立法委員。

## 生平[2][3][4]
- 江蘇省無錫師範附屬小學畢業
- 私立公益工商中學
- 漢口申新第四紡織廠工作
- 日本明治大學新聞系肄業
- 中國共產黨無錫縣委宣傳部長，被捕判刑六個月
- 無錫《國民導報》總編輯、《兒童新聞》社發行人
- 與王崑崙等創辦《人報》
- 中國國民黨無錫縣黨部執行委員
- 抗戰期間到重慶，任重慶新工印刷廠經理，與兄孫德先創辦《復甦》月刊。
- 抗戰勝利後，回無錫復刊《人報》
- 上海中國印書館經理
- 第一屆立法委員第一會期預算委員會(召集委員)、財政及金融委員會、勞工委員會
- 1981年，任上海市政府參事。1996年逝世於上海。

## 著作
- 「偽國民大會的醜劇」，孫翔風，《上海文史資料選輯》第4輯，1982
- 「憶無錫各界追悼魯迅先生逝世」，孫翔風，《無錫革命史料選輯》第9輯，1987.4
- 「留錫迎解放」，孫翔風，《無錫革命史料選輯》第14輯，1989.9
- 「無錫縣國民黨組織概況」，孫翔風，《無錫文史資料》第6輯，1983
- 「憶楊玉英烈士」，孫翔風，《無錫文史資料》第10輯，1985
- 「關於《人報》的若干回憶」，孫翔風，《無錫文史資料》第14輯，1986
- 「抗戰勝利後我在無錫參加的政治活動」，孫翔風，《無錫文史資料》第19輯，1988
- 「回憶李惕平的一生」，孫翔風，《無錫文史資料》第22輯，1990.6
- 「《青年新聞》-抗戰前的一張周刊」，孫翔風，《無錫文史資料》第24輯，1991.6
- 「從朦昧趨向覺悟 由實踐尋求真理——回憶楊玉英烈士」，孫翔風，《婦女運動史資料》第3輯
- 「一九二七年無錫秋收起義時城區情況的回憶」，孫翔風，《赤魂千秋 紀念夏霖犧牲七十周年專輯》，1997
- 「解放初國民黨立法委員發表宣言經過」，孫翔風，《上海市政協未刊稿目錄》，1981.1.15
- 「憶王若飛領導無錫秋收起義」，孫翔風，《關山渡若飛：王若飛百年誕辰紀念集》，1996
- 「正確的選擇-憶立法委員發表脫離國民黨宣言的經過」，孫翔風，《紀念南京解放40周年史料專輯 金陵破曉》，1989
- 「53名立法委員發表脫離國民黨宣言的經過」，孫翔風，《中華文史資料文庫第7卷政治軍事編》，1996